# Campeonato Carioca de Futebol de 1913
O Campeonato Carioca de Futebol de 1913 foi a 9.ª edição da principal divisão do futebol no Rio de Janeiro. A disputa começou em 3 de maio e terminou em 7 de dezembro de 1913, foi organizada pela Liga Metropolitana de Sports Athleticos (LMSA). O America somou mais pontos nos dois turnos e sagrou-se campeão carioca pela primeira vez.
Após a Associação de Football do Rio de Janeiro (AFRJ), que foi fundada pelo Botafogo, organizar um campeonato paralelo ao da LMSA em 1912, se fundiu com a Associação Metropolitana de Esportes Athleticos em 1913. Com isso, o Botafogo voltou a disputar o campeonato organizado pela LMSA.
A partir desta edição, todos os clubes deveriam possuir dois uniformes: um composto de calção e camisa brancos e outro com as cores do clube. A equipe mandante da partida jogaria com o uniforme branco sempre que as cores dos dois clubes forem parecidas, para evitar confusão entre os futebolistas.

## Fusão das Ligas
Em 22 de janeiro de 1913, após a realização de dois campeonatos de futebol em 1912, representantes das duas ligas — Liga Metropolitana de Sports Athleticos (LMSA) e Associação de Football do Rio de Janeiro (AFRJ) — se reuniram e resolveram fundir em uma só liga, o futebol do Rio de Janeiro. Como a LMSA era a mais antiga, a nova liga conservou seu nome. Os clubes filiados a AFRJ se tornaram também membros da nova liga.
Em março, o Germânia Football Club comunicou que não iria participar do campeonato. O Internacional Football Club já tinha desistido antes mesmo da fusão. O Cattete Football Club resolveu participar e o Verein für Bewegungsspiele pede filiação.

## Primeira divisão

### Clubes participantes
Esses foram os clubes participantes:
- America Football Club, do bairro da Tijuca, Rio de Janeiro
- Sport Club Americano, do bairro de Vila Isabel, Rio de Janeiro
- Bangu Athletic Club, do bairro do Bangu, Rio de Janeiro
- Botafogo Football Club, do bairro de Botafogo, Rio de Janeiro
- Club de Regatas do Flamengo, do bairro do Flamengo, Rio de Janeiro
- Fluminense Football Club, do bairro das Laranjeiras, Rio de Janeiro
- Sport Club Mangueira, do bairro da Tijuca, Rio de Janeiro
- Paysandu Cricket Club, do bairro do Flamengo, Rio de Janeiro
- Rio Cricket and Athletic Association, do bairro de Praia Grande, Niterói
- São Christóvão Athletico Club, do bairro de São Cristóvão, Rio de Janeiro

### Classificação final
| Classificação | Classificação  | Classificação | Classificação | Classificação | Classificação | Classificação | Classificação | Classificação | Classificação |
| Pos           | Time           | PG            | J             | V             | E             | D             | GP            | GS            | SG            |
| ------------- | -------------- | ------------- | ------------- | ------------- | ------------- | ------------- | ------------- | ------------- | ------------- |
| 1             | America        | 24            | 15            | 12            | 0             | 3             | 40            | 12            | +28           |
| 2             | Botafogo       | 22            | 15            | 10            | 2             | 3             | 33            | 12            | +21           |
|               | Flamengo       | 22            | 15            | 10            | 2             | 3             | 43            | 13            | +30           |
| 4             | Paysandu       | 17            | 15            | 7             | 3             | 5             | 29            | 25            | +4            |
| 5             | Fluminense     | 13            | 15            | 5             | 3             | 7             | 44            | 38            | +6            |
| 6             | São Christóvão | 12            | 15            | 4             | 4             | 7             | 22            | 32            | -10           |
| 7             | Rio Cricket    | 11            | 15            | 4             | 3             | 8             | 18            | 27            | -9            |
| 8             | Mangueira      | 6             | 9             | 3             | 0             | 6             | 12            | 42            | -30           |
| 9             | Bangu          | 5             | 9             | 1             | 3             | 5             | 10            | 22            | -12           |
| 10            | Americano      | 0             | 9             | 0             | 0             | 9             | 3             | 31            | -28           |

### Partidas
Essas foram as partidas realizadas:

### Premiação
| Campeonato Carioca de 1913  |
| Rio de Janeiro              |
| --------------------------- |
| AMERICA Campeão (1º título) |